# Wintergatan
Wintergatan (švédská výslovnost [vɪntɛrˌɡɑːtan], Mléčná dráha) je švédská hudební skupina. Žánrově se skupina řadí převážně do folktroniky a post-rocku.
Skupina byla založena roku 2013 po rozpadu švédské skupiny Detektivbyrån, ze které pocházel Martin Molin a Marcus Sjöberg. V témže roce vydala skupina první album s názvem Wintergatan. Popularitu získali až v roce 2016, kdy začátkem března vydali hudební klip Marble Machine, jenž měl na sociálních sítích obrovský úspěch. Jejich hudba má specifický styl. Skupina kombinuje klasické prvky rocku se spoustou perkusí (bicích a zvonkohry), syntetizátorů a folklórních nástrojů. Specifické pro tuto skupinu je to, že členové hrají na vylepšené či skupinou vytvořené nástroje. Kromě bicí soupravy používají také klapání psacího stroje nebo staré promítačky.

## Marble machine
Skupina vydala úspěšný klip Marble machine (kuličkový stroj), ve kterém představila stroj, který díky mechanické síle otáčením páky, spouští kovové kuličky na zvonkohru, malé bubínky a struny basové kytary z čehož vzniká melodie. Deset měsíců po debutu klipu Marble machine skupina oznámila, že plánuje vytvořit nový hrací stroj Marble machine X pro účely turné. Na tomto projektu pracuje kapele s pomocí svých fanoušků do teď.

## Členové
- Martin Molin – vibrafon, modulin (nástroj, který sám vynalezl), akordeon
- Evelina Hägglund – klávesový syntetizátor, zvonkohra
- Marcus Sjöberg – bicí
- David Zandén – basová kytara

## Dílo
Alba:
- Wintergatan (2013)

Singly:
- Emerson (2011)
- Sommarfågel (2013)
- Starmachine2000 (2013)
- Tornado (2013)
- The Rocket (2013)
- Valentine (2013)
- Biking Is Better (2013)
- Slottskogen Disc Golf Club (2013)
- Västanberg (2013)
- All Was Well (2013)
- Paradis (2013)
- Visa från Utanmyra (2014)
- Marble Machine (2016)